# Langenbernsdorf
Langenbernsdorf è un comune di 3.830 abitanti della Sassonia, in Germania.
Appartiene al circondario (Landkreis) di Zwickau (targa Z).